# Heiltsuk
Die Heiltsuk oder Haíɫzaqv, früher meist Bella Bella genannt, sind Indianer Nordamerikas im historischen Pazifischen Nordwesten entlang der Buchten und Inseln der Nordwestküste der kanadischen Provinz British Columbia und zählen kulturell zur Nordwestküstenkultur.
Heute sind die "Heiltsuk (Haíɫzaqv)" in zwei kanadischen First Nations organisiert, die Mehrheit als Heiltsuk Nation und die "X̌íx̌ís (Xixis / Xai'xais)" Stammesgruppe zusammen mit den Gitasts'uu (Gidisdzu) der Südlichen Tsimshian als Kitasoo/Xaixais First Nation.

## Geschichte und Kultur
Die Vorfahren der Heiltsuk (Haíɫzaqv) leben seit mindestens 7190 v. Chr. in der Central Coast Region von British Columbia. Die "Heiltsuk (Haíɫzaqv)" sind Nachfahren mehrerer – jedoch mindestens von (heute noch namentlich bekannten) fünf Haíɫzaqv/Híɫzaqvḷa-sprachigen Stammesgruppen: W̓úyalitx̌v (Wuyalitxv / Uyalitxv) (Seaward Tribe/Division; Outside Water People), Q̓vúqvay̓áitx̌v ('Qvuqvayaitxv) (Calm Water Tribe/Division; Calm Water People), W̓u̓íƛ̓itx̌v (Wuithitxv / Uw'it'litxv) (Roscoe Inlet Tribe/Division; People of the Inlet, i.e. Roscoe Inlet, Inside Water People), Y̓ísdáitx̌v (Yisdaitxv / Isdaitxv) (Y̓ísdá Tribe/Mackenzie Park Division, nahe Elcho Harbour am Dean Channel; People of Y̓ísdá (Yisda / Isdai), where mountains meet the sea), und die X̌íx̌ís (Xixis / Xai'xais) (Northern/Downriver Tribe/Kynoch Inlet Division, ursprünglich wohnhaft in Qínat (Kynoch)), die im 19. Jahrhundert in Bella Bella (Qélc – "glitschig, rutschig") zusammenkamen. Seither wurden sie meist Bella Bella genannt. Die Bezeichnung Bella Bella wird von den Mitgliedern der beiden First Nations selbst als beleidigend betrachtet; sie ziehen die Bezeichnung Haíɫzaqv vor.
Die Heiltsuk (Haíɫzaqv) lebten in ihrem heutigen Gebiet in den kanadischen Küstenregenwäldern bereits 1793, als Alexander MacKenzie seine Kontinentalüberquerung abschloss.
Sie hatten vor der englischen Entdeckung durch Alexander MacKenzie schon Kontakt mit russischen Expeditionsschiffen gehabt, weshalb sie über das Auftauchen einer weißen Expedition nicht überrascht waren.
Die "Heiltsuk (Haíɫzaqv)" sind als Fischerkultur bekannt. Sie jagten auf hochseetauglichen Kanus nach Robben.
Von ihren Nachbarstämmen wurden sie gefürchtet. Diese rieten Alexander MacKenzie von seiner Weiterreise ab, was aber auch von vielen anderen Stämmen praktiziert wurde, um länger unter dem Schutz der bewaffneten Weißen zu stehen und die begehrten, metallenen Tauschwaren der Europäer zu bekommen.
Wie viele andere Stämme an der kanadischen Küste waren sie von dramatischen Bevölkerungsrückgängen betroffen, die durch – von europäischen Siedlern eingeschleppte – Krankheiten und die so genannten Pelzkriege während der Fellhandelsära verursacht wurden.
Besonders verehrt werden Wölfe, Bären und Wale. Wie andere in diesem Habitat lebende First Nations, z. B. Quileute, leiten sie ihre Abstammung von den Wölfen ab und festigen diese immer noch bestehende Beziehung zur Tierwelt durch so genannte „Wolfstänze“.

## Sprache
Ihre Sprache, das Hailhzaqvla bzw. Haíɫzaqv/Híɫzaqvḷa zählt zur Wakashan-Sprachfamilie. In dieser Gruppe ist sie ähnlich nahe verwandt zu Wuikyala (der Sprache der Riverinlet-Völker) wie die romanischen Sprachen Spanisch und Französisch. Heiltsuk, Wuikyala, Haisla und Kwak`wala bilden die nördliche Wakashan-Sprachgruppe. Während jedoch Heiltsuk und Wuikyala tonale Sprachen sind und beide als Dialekte der Heiltsuk-Oowekyala Sprache betrachtet werden, ist zum Beispiel Kwak`wala keins von beidem.